# Siddha (Kaski)
Siddha (nep. सिद्ध) – gaun wikas samiti w zachodniej części Nepalu w strefie Gandaki w dystrykcie Kaski. Według nepalskiego spisu powszechnego z 2001 roku liczył on 811 gospodarstw domowych i 3633 mieszkańców (2044 kobiet i 1589 mężczyzn).